# 성연초등학교
성연초등학교는 대한민국 충청남도 서산시 성연면 일람리에 있는 공립 초등학교이다.

## 학교 연혁
| 1931년 | 7월 18일 | 성연공립보통학교 개교              |
| 1938년 | 4월 1일  | 성연공립심상소학교로 개칭          |
| 1941년 | 4월 1일  | 성연공립국민학교로 개칭            |
| 1947년 | 9월 1일  | 성연국민학교로 개칭                |
| 1962년 | 5월 31일 | 일광분교장, 명봉분교장 설치        |
| 1967년 | 3월 1일  | 일광국민학교, 명봉국민학교 분리    |
| 1981년 | 3월 1일  | 급식학교 운영                      |
| 1981년 | 3월 1일  | 병설유치원 개원                    |
| 1993년 | 3월 1일  | 일광분교장 편입                    |
| 1996년 | 3월 1일  | 성연초등학교로 개칭                |
| 1998년 | 9월 1일  | 일광분교장, 명봉초등학교 본교 통합 |
| 2002년 | 3월 1일  | 성연중학교와 통합 개교             |
| 2017년 | 2월 14일 | 제83회 졸업식(23명)                |
| 2017년 | 3월 2일  | 초등 14학급, 유치원 4학급 편성     |
| 2017년 | 4월 3일  | 현 위치로 이전                     |

## 참고 자료
- 성연초등학교 - 한국교육학술정보원 학교알리미